# Inda Selassie
Inda Selassie (ook bekend als Shire) is een stad in de Ethiopische regio Tigray.
In 2005 telde Inda Selassie 43.967 inwoners.